# Justicia haughtii
Justicia haughtii är en akantusväxtart som först beskrevs av Emery Clarence Leonard, och fick sitt nu gällande namn av John Richard Ironside Wood. Justicia haughtii ingår i släktet Justicia och familjen akantusväxter. Inga underarter finns listade i Catalogue of Life.